# Lewiński IV

Herb Lewiński I (Lew odm.)

Herb Lewiński II (Lew odm.)

Herb Lewiński III (Lew odm.)

Lewiński (Lewiński IV, Rojk-Lewiński, Royk-Lewiński, Lewinski, Lew odmienny) – herb szlachecki, używany przez rodzinę osiadłą na Kaszubach. Herb własny rodziny Lewińskich z przydomkiem Rojk. Odmiana herbu Lew.

## Opis herbu
Herb znany przynajmniej w dwóch wariantach. Opisy z wykorzystaniem klasycznych zasad blazonowania.
Lewiński IV: W polu czerwonym lew wspięty srebrny trzymający takiż miecz. Klejnot: nad hełmem w koronie trzy pióra strusie srebrne między czerwonymi. Labry czerwone, podbite srebrem.
Lewiński IVa: W polu lew wspięty z szablą w łapie. Barwy nieznane.
Lewiński IVb: W polu lew wspięty trzymający drąg. Klejnot: nad hełmem bez korony pięć piór strusich. Labry. barwy nieznane.

## Najwcześniejsze wzmianki
Herb znany z pieczęci z 1790 roku kapitana Christiana von Lewinski (wariant IVa) oraz bez podania barw wymieniany w "Nowym Siebmacherze" (wariant IVb, Der Adel des Königreichs Preußen, 1906). Wersja barwna herbu to jego rekonstrukcja z Genealogisches Handbuch des Adels, 1989 rok.

## Rodzina Lewińskich (herbu Lew odmienny)
W roku 1570 po raz pierwszy obok Lewińskich herbu Brochwicz III odmienny w Lewinie wzmiankowani są Rojkowie, którzy później także używali nazwiska Lewiński. W roku 1605 odnotowano Matyjasza Royk Lewińskiego, syna Zygfryda Roika, jednego z Rojków wzmiankowanych w 1570 roku. Ród Lewińskich był typowym kaszubskim rodem drobnoszlacheckim, licznie rozgałęzionym po wsiach sąsiadujących ze wsią gniazdową. Członkowie rodu w XVIII wieku pełnili kilka urzędów ziemskich. Zaliczają się tu m.in. Marcin Lewiński, burgrabia i regent grodzki lęborski w latach 1740-57, Franciszek Lewiński, pisarz grodzki lęborski w latach 1735-45, burgrabia lęborski-bytowski w 1752. Członkowie rodu służyli także w armii pruskiej, jak Jan Józef Lewiński (1745-1813), kapitan i jego synowie i wnukowie, wśród których znaleźli się m.in. generałowie. Jeden z nich, Fritz-Erich von Lewinski, został w 1900 roku adoptowany przez wujostwo Gustava i Hedwig von Manstein, co było połączone ze zmianą herbu (do herbu Rojk-Lewińskich dołączono na tarczy w słup herb von Mansteinów) i nazwiska. Adoptowany pisał się później jako Erich von Manstein.

## Herbowni
Lewiński (Lewinski) z przydomkiem Rojk (Rogik, Roik, Royk).
Inni Lewińscy wywodzący się z tej samej wsi, używali herbu Lewiński (Brochwicz III odmienny).